# 中华大节竹
中华大节竹（学名：Indosasa sinica）为禾本科大节竹属下的一个种。其种加词sinica，意为“中华的”。